# 拜殿乡
拜殿乡，是中华人民共和国湖南省衡陽市南岳区下辖的一个乡镇级行政单位。2015年11月18日，岳林乡、拜殿乡和龙凤乡成建制合并设立寿岳乡。

## 行政区划
拜殿乡下辖以下地区：
龙潭村、观音村和拜殿村。